# Detroit, Texas
Detroit là một thị trấn thuộc quận Red River, tiểu bang Texas, Hoa Kỳ. Năm 2010, dân số của thị trấn này là 732 người.

## Dân số
- Dân số năm 2000: 776 người.
- Dân số năm 2010: 732 người.